# Шангин, Игорь Антонович
Игорь Антонинович Шангин (1889—1938) — русский военный лётчик, герой Первой мировой войны.

## Биография
Родился 7 ноября 1889 года в Иркутске, в семье действительного статского советника Антонина Васильевича Шангина, директора Санкт-Петербургского императора Николая I Технологического института. Жена Антонина Васильевича – Мария Ивановна, дочь коллежского секретаря Казарина. У Игоря было 10 братьев и сестер, среди них известный византинист Мстислав Антонинович Шангин, корнет лейб-гвардии Кирасирский Е.В.Г.И. Марии Федоровны полка Владимир Антонинович Шангин Архивная копия от 16 августа 2018 на Wayback Machine, профессор Смоленского мединститута, доктор медицинских наук Людмила Антониновна Шангина Архивная копия от 4 августа 2016 на Wayback Machine
Начальное образование получил в Иркутской мужской гимназии, после чего в 1908 году поступил в Елисаветградское кавалерийское училище. 6 августа 1910 года выпущен хорунжим в 1-й Читинский полк Забайкальского казачьего войска и с 1 сентября являлся младшим офицеров 4-й сотни этого полка, 13 октября 1911 года переведён на такую же должность в 5-ю сотню. С 1 апреля 1913 года Шангин числился прикомандированным к управлению Забайкальской казачьей бригады, однако вскоре (17 июля) был вновь переведён в 1-й Читинский полк Забайкальского казачьего войска и 6 октября был произведён в сотники.
25 мая 1914 года Шангин был командирован во 2-й Сибирский сапёрный батальон для изучения телеграфного и минно-подрывного дела. Вскоре после объявления мобилизации был направлен в распоряжение атамана 1-го отдела Забайкальского казачьего войска и занимался формированием со льготы 2-го Верхнеудинского казачьего полка.
9 сентября 1914 года началась служба Шангина в авиации — он получил назначение в Гренадерский корпусной авиаотряд, где был наблюдателем. За боевые отличия был награждён орденами св. Станислава 3-й степени с мечами и бантом и св. Станислава 2-й степени с мечами. С 17 октября занимал должность временного исполняющего обязанности отрядного адъютанта, а затем был исполняющим дела казначея и квартирмейстера отряда. 31 мая 1915 года награждён орденом св. Владимира 4-й степени с мечами и бантом. Высочайшим приказом от 10 июня 1915 года Шангин был удостоен ордена св. Георгия 4-й степени
За то, что в боях с 10-го октября 1914 г. по 5-е марта 1915 г., будучи наблюдателем на аэроплане, под ружейным и артиллерийским огнём привозил много раз ценные данные о расположении противника в тылу, а также о его передвижениях. Сведения были точны и влекли за собой успех.
2 сентября 1915 года он получил орден св. Анны 4-й степени («За разведки в сентябре 1914 г.»).
С 11 июня по 21 ноября 1915 года Шангин прошёл курс в Севастопольской военной авиационной школе и 24 декабря того же года был назначен временно-командующим Гренадерского корпусного авиаотряда. С 26 марта 1916 года командовал 27-м корпусным авиаотрядом, 5 июля награждён орденом св. Анны 3-й степени с мечами и бантом, 2 декабря произведён в подъесаулы. В начале 1917 года Шангин заболел малярией и с 23 марта по 11 мая находился в отпуске для излечения.
По возвращении на службу он 24 апреля был назначен исполняющим дела помощника командира Петроградского авиационного дивизиона. С 1 июня 1917 года был помощником командира 1-й авиационной группы. 12 октября произведён в есаулы.
После Октябрьской революции Шангин уехал в Сибирь и служил в белых армиях Восточного фронта. Был начальником воздушного флота Западной армии Колчака, а затем начальником воздушного флота 3-й армии. За боевые отличия был произведён в полковники и 12 июля 1919 года награждён Георгиевским оружием
За то, что 20 июля 1917 г., будучи в чине подъесаула помощником командира 1-й авиационной группы армий Юго-Западного фронта, вылетел на самолёте «Ньюпор» для борьбы с неприятельскими самолётами и, встретившись с одним из таковых, сбил его в 10-ти верстах к югу от Хотина. Неприятельский лётчик был убит, а аппарат достался нам в целом виде.
После поражения Колчака Шангин эмигрировал в Китай.
Скончался 1 декабря 1938 года на улице в Харбине. Похоронен как бездомный в общей могиле на Биньцзянском кладбище Харбина.